# Hotot nain
Ne doit pas être confondu avec Blanc de Hotot.
 (septembre 2019).
Si vous disposez d'ouvrages ou d'articles de référence ou si vous connaissez des sites web de qualité traitant du thème abordé ici, merci de compléter l'article en donnant les références utiles à sa vérifiabilité et en les liant à la section « Notes et références ».
Le Hotot nain est une race de lapin domestique caractérisée par un pelage entièrement blanc, à l'exception d'un cercle d'une autre couleur autour de chaque œil.

## Histoire
Le Hotot nain est l'une des races les plus récentes à avoir été reconnue par l'American Rabbit Breeders' Association (ARBA) en 1983. La race a toujours eu des adeptes mais n'a jamais connu une popularité exceptionnelle. Le développement de cette race connaît une histoire inhabituelle.
Le Blanc de Hotot, beaucoup plus grand, a été produit au début des années 1900 dans le but de créer un lapin blanc aux yeux noirs pour la viande et la fourrure. À cette époque, les grands lapins étaient appréciés pour leur valeur commerciale. Mais dans les années suivantes, les grands lapins perdent de leur popularité et le public se tourne vers l'achat de races naines.
Dans les années 1970, deux éleveurs, l'un est-allemand et l'autre ouest-allemand, commencent à travailler sur le Hotot nain, indépendamment l'un de l'autre. L'un d'eux croise un Néerlandais nain (robe Rex) à un Blanc de Hotot. L'autre n'utilise pas le Blanc de Hotot comme race de base, mais croise un Néerlandais nain à un Hollandais et les fait se reproduire jusqu'à ce que leurs seuls marquages soient les cercles autour de leurs yeux. Ces deux souches ont finalement été unies pour produire la race que nous connaissons aujourd'hui.

## Description
La fourrure du Hotot nain, que les anglophones appellent Eye of the Fancy, est de type compact avec un manteau court et doux au toucher, un peu à l'image du velours. Contrairement au lapin polonais, qui possède un gabarit similaire, ses épaules sont censées être aussi larges que ses hanches, et ne pas montrer de cône. Sa tête n'est pas placée aussi haute sur ses épaules que le Néerlandais nain, mais elle ne repose pas non plus sur son torse. Sa tête est bombée et trapue. Ses oreilles forment un V vertical au-dessus de sa tête et ne mesurent pas plus de 7 cm de long. Ses yeux sont entourés d'étroites bandes de fourrure colorée. La largeur idéale des bandes oculaires est égale à l'épaisseur de 2 pennies, soit environ 4 mm. Les bandes doivent être de couleur unie et répartie régulièrement autour de l’œil. Les bandes oculaires inégales ou striées sont considérés comme un défaut pour la race. 
Pendant de nombreuses années, la seule variété de Hotot nain acceptée était le lapin à fourrure blanche et bandes oculaires noires. En 2006, les Hotot nains blancs à bandes oculaires chocolat sont également acceptés par l'ARBA. Ces deux types de lapins sont considérés comme variétés de Hotot nains par l'ARBA et vendus sous la même dénomination, mais la couleur des bandes doit être spécifié sur les formulaires de déclaration. D'autres Hotot nains à bandes oculaires bleues sont également en développement.
Le Hotot nain est une race strictement de compagnie. Son poids maximum est de 1,36 kg, ce qui est trop faible pour avoir une quelconque valeur commerciale. Les différents caractères du Hotot nain peuvent aller de sociable à lunatique, mais en règle générale, il s'agit de lapins amicaux et bien adaptés à une vie d'animal de compagnie.